# Birgit Collin-Langen
Birgit Collin-Langen (ur. 4 września 1956 w Trewirze) – niemiecka polityk, samorządowiec i prawniczka, deputowana do Parlamentu Europejskiego VII i VIII kadencji.

## Życiorys
Ukończyła w 1979 studia prawnicze w Trewirze. Pracowała w lokalnej administracji sądowej, w 1983 zdała państwowy egzamin prawniczy drugiego stopnia. W latach 1983–1988 była urzędniczką w Ministerstwie Gospodarki i Transportu Nadrenii-Palatynatu, następnie pracowała w kancelarii premiera tego kraju związkowego, partyjnej frakcji w landtagu i banku inwestycyjnym. W 1996 objęła urząd burmistrza Bingen am Rhein, który sprawowała nieprzerwanie przez 16 lat.
Zaangażowała się w działalność Unii Chrześcijańsko-Demokratycznej. Obejmowała funkcje przewodniczącej partyjnej organizacji kobiecej na poziomie landu i wiceprzewodniczącej CDU w Nadrenii-Palatynacie. Była wiceprzewodniczącą jednej z izb Kongresu Władz Lokalnych i Regionalnych Europy, a także członkinią władz różnych organizacji i zrzeszeń samorządowych.
W 2012 objęła mandat eurodeputowanej VII kadencji, zastępując Kurta Lechnera, który zrezygnował z zasiadania w Parlamencie Europejskim. Przystąpiła do grupy Europejskiej Partii Ludowej. W 2014 z powodzeniem ubiegała się o europarlamentarną reelekcję.
Birgit Collin-Langen jest zamężna z Jochenem Langenem, ma jednego syna.